# جوشوا جون وارد
جوشوا جون وارد (بالإنجليزية: Joshua John Ward)‏ هو سياسي أمريكي، ولد في 24 نوفمبر 1800 في Brookgreen Gardens ‏ في الولايات المتحدة، وتوفي بنفس المكان في 27 فبراير 1853. نشط حزبياً في الحزب الديمقراطي. وقد انتخب Lieutenant Governor of South Carolina ‏.